# Marcel Bolotto
Marcel Bolotto, francoski general, * 26. februar 1887, † 16. januar 1973.